# 王含
王含（3世紀—324年），字處弘，琅琊臨沂（今山東臨沂）人。東晉時期官員，權臣王敦的兄長。曾參與王敦之亂，最終失敗被殺。

## 生平
永嘉元年（307年）司馬睿移鎮建康，王含隨宗族南遷。建興元年（313年），豫州刺史祖逖開始北伐，在豫州遭據守譙城（今安徽亳州）的塢主樊雅等人所阻，祖逖因兵少而與他相持不下。雙方相持一年多後，祖逖向時為南中郎將的王含求援，王含於是派參軍桓宣協助，最終成功令樊雅投降。建武元年（317年），石虎領兵南侵豫州，王含又再派桓宣領兵救援祖逖。王含及後曾任徐州刺史和光祿勳。
永昌元年（322年），王敦於江州起兵，進攻建康。當時晉元帝司馬睿大怒，但王含則偷偷乘船投奔王敦。同年王敦攻破建康，自領丞相並掌握朝政，王含以衞將軍都督沔南諸軍事，領荊州刺史。次年，在武昌遙控朝政的王敦圖謀篡位，領兵進屯姑孰，為強化王氏宗族在朝中力量，於是任命王含為征東將軍、都督揚州江西諸軍事。
太寧二年（324年），王敦病情轉重，於是任命王含為驃騎大將軍，開府儀同三司；又以養子，即王含之子王應為武衞將軍作為自己副手及繼承人。不久王敦決定進攻建康，但因病重而不能領軍，而王含則自請領軍。王敦因而以王含為元帥，與錢鳳等人領兵攻向建康。七月，王含率領五萬兵，水陸並進攻至江寧秦淮河南岸，但因郗鑒燒朱雀桁而不得渡河。此時，王含堂弟司徒王導寫信招降王含，但王含不回答。及後，晉明帝招募壯士，派將軍段秀和中軍司馬曹渾等領數千人渡河進攻王含軍，攻其不備。終於越城大敗王含軍。王敦知道王含兵敗後大怒，不久就病死。雖然王敦黨羽沈充及後與王含會合，但在隨後的戰事中大敗給劉遐和蘇峻。王含與沈充等人見戰事不利，於是燒營乘夜逃走，但遭到朝廷派兵追趕，王含打算投靠荊州刺史王舒，雖然兒子王應勸他應投靠江州刺史王彬，但王含不聽，最終被王舒派人將父子二人推入長江中溺死。

## 性格特徵
- 王含在歷史中雖然歷任高位，但為人凶惡而愚昧頑固，而且剛猛暴戾，當時人們都不齒其行為。只因王含支持王敦，才在王敦之亂其間當上高位。
- 王含曾任廬江太守，但任內貪污嚴重，名聲不佳。[2]

## 子女
- 王瑜，王含子，晉散騎常侍。[3]
- 王應，王含子，但因王敦無子而作為其養子，官至武衞將軍，與王含一同被殺。